# Cypraea pantherina
Cypraea pantherina is een slakkensoort uit de familie van de Cypraeidae. De wetenschappelijke naam van de soort is voor het eerst geldig gepubliceerd in 1786 door Lightfoot. De Nederlandse naam is panterkauri.